# Gothic (muziek)
Gothic  is een overkoepelende term om een reeks van muziekgenres aan te duiden die gelinkt worden aan de gelijknamige subcultuur. Gothic ontstond eind jaren 70 van de 20e eeuw in Groot-Brittannië met de opkomst van de gothic rock (of simpelweg goth genoemd). Doordat het genre onder Britse jongeren steeds populairder werd, nam het aantal gothicbands fors toe, waardoor het genre in de jaren 80 een absoluut hoogtepunt kende.
Gothic verspreidde zich al gauw naar andere Europese landen. Eind jaren 80 en in de loop van de jaren 90 gingen bands experimenteren met het gothic-geluid waardoor er nieuwe varianten van de gothic rock ontstonden. Ook de meer industriële en elektronisch gerichte bands werden beïnvloed door de gothic waardoor het genre niet meer louter en alleen populair was binnen de rockwereld. De bands Bauhaus, Joy Division, Siouxsie and the Banshees en The Cure gelden als de belangrijkste bands binnen de ontwikkeling en de opkomst van het genre.

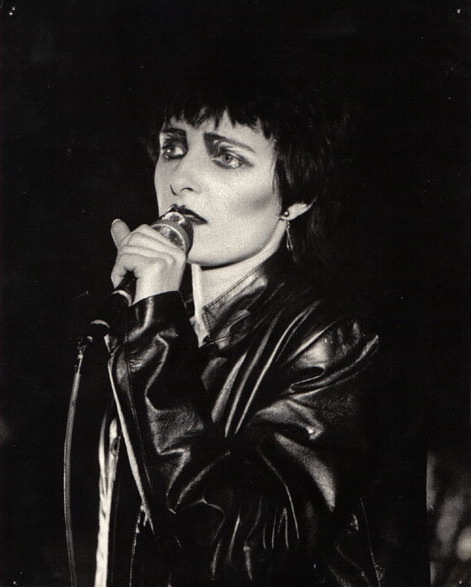
Siouxsie Sioux van de groep Siouxsie and the Banshees

## Muzikale kenmerken
De tekstinhoud, melodie en/of presentatie van de muziek heeft een zware teneur: donker, duister, dramatisch, ijl of bombastisch, morbide, sinister, traag, zwaarmoedig, melancholisch of dergelijke. Kenmerkend zijn prominente baslijnen, gitaarpartijen met distortion, bij drums nadruk op floor troms en grote trommels, experimenteel gebruik van synthesizers, ambient- en dronegeluiden, echo- en delay-effecten, het ontbreken van gitaarsolo’s, en dat in een traag tempo (deze varieert meestal tussen de 60 – 110 BPM) en met een monotoon of onregelmatig ritme. De zangstem is vaak laag - zo hebben de zangers Ian Curtis, Peter Murphy, Peter Steele, Ville Valo een bariton zangstem. Sommige zangers of zangeressen passen ook de techniek van de stembreuk toe (plotse overgang van modaal- naar falsetregister) als expressiemiddel om een dramatisch of emotioneel geluid te produceren (bijvoorbeeld Siouxsie Sioux, Amy Lee, Lisa Gerrard). Een andere techniek die wordt toegepast om de stemkleur te beïnvloeden is de ‘nasale zang’ waarbij een klagerig geluid ontstaat (bijvoorbeeld Robert Smith). Typische songtekstthema's gaan over romantiek en liefde, zelfdoding, auto-destructief gedrag, emotionele pijn, moord, middelenmisbruik, oude poëzie, mythologie, religie, horror en occulte fantasie, en seksualiteit. In tegenstelling tot punk is gothic eerder gericht op de persoonlijke, emotionele beleving in plaats van maatschappelijke gebeurtenissen.

## Geschiedenis

### Oorsprong
Hoewel gothic als muziekgenre eind 1970 ontstond, zijn veel kenmerken van het genre terug te vinden in de jaren 60. Gothic is sterk geïnspireerd door de donkerste psychedelic-rockbands uit de jaren 60, zoals The Velvet Underground en The Doors. De dronestructuren, de zwaarmoedige teksten en de duistere sfeer van beide bands zijn terug te vinden in de gothic. Ook David Bowie wordt als inspiratiebron aangehaald vanwege zijn diepe, dramatische stemgeluid.
Buiten de muziekwereld vonden muzikanten inspiratie bij de oude gothic literatuur, culthorrorfilms, de queer scene, extremere vormen van seksualiteitsbeleving zoals pornografie, bondage en sadomasochisme, drugsgebruik, filosofen zoals Nietzsche en Sartre, Lautréamont (dichter en schrijver) en Dalí (kunstenaar).

### Postpunk
Eind 1970 - 1980 ontstonden er verschillende muziekstijlen die voortborduurden op punk, wat postpunk genoemd werd: new wave (punk, gecombineerd met een melodieus, toegankelijk en meer popgericht geluid), industrial (vertaling van punk naar een elektronische vorm), British Ska (punk met reggae-invloeden) en artrock. Zo behoort ook gothic tot de postpunkgenres. Hierbij was het geluid ten opzichte van de punkmuziek een geromantiseerd en donker geluid waarbij het atheïstische karakter van de punk plaatsmaakte voor het occulte waaronder de aandacht voor de dood. Een ander verschil tussen gothic en punk is het visuele aspect. Punk was een DIY-cultuur ('Do-It-Yourself'), terwijl gothic door de pers omschreven werd als de meer ‘dressy’ en ‘modieuzere’ vorm van punk. Ook de politieke en antiseksuele standpunten van de punk werden niet overgenomen. Gothic werd namelijk omschreven als een androgyne en seksueel decadente cultuur.

## Eerste golf (1978 – midden jaren 80)

### Gothic rock

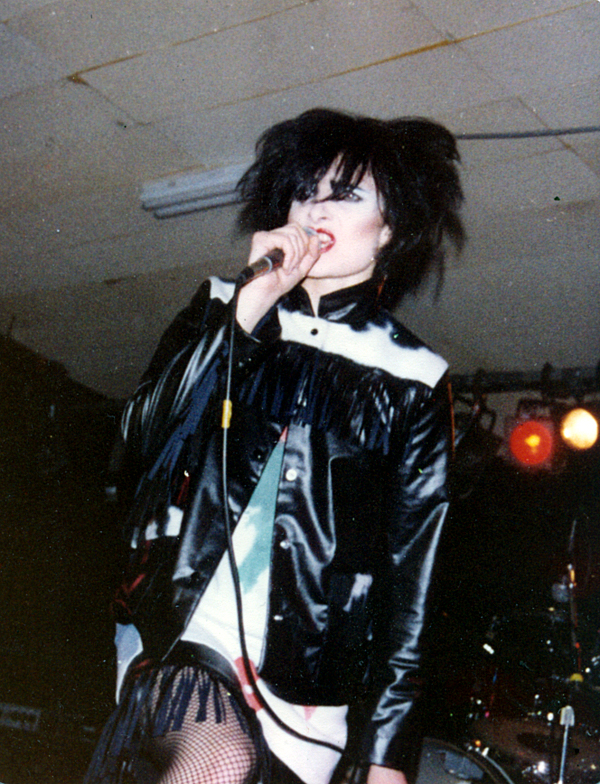
Siouxsie Sioux van Siouxsie and the Banshees tijdens een optreden te New York (1980)

In juli 1978 recenseerde journalist Nick Kent een concert van Siouxsie and the Banshees in het tijdschrift NME en hij koppelde hun muziek aan gothicrockarchitecten als The Doors en het vroege Velvet Underground. Een jaar later, in september 1979, werd het bijvoeglijk naamwoord "gothic" gebruikt door de manager van Joy Division tijdens een BBC-interview.
Naast Siouxsie and the Banshees en Joy Division wordt ook de band Bauhaus als pionier binnen het genre beschouwd. Andere bands uit de eerste golf zijn onder andere The Cure (1976), The Birthday Party, Sex Gang Children, The Sisters of Mercy, Wall of Voodoo, Flesh for Lulu, Skeletal Family, Killing Joke, The Jesus and Mary Chain, Xmal Deutschland, Gene Loves Jezebel, The Names, Modern English, Alien Sex Fiend, The Cult, A Flock of Seagulls (1979). 

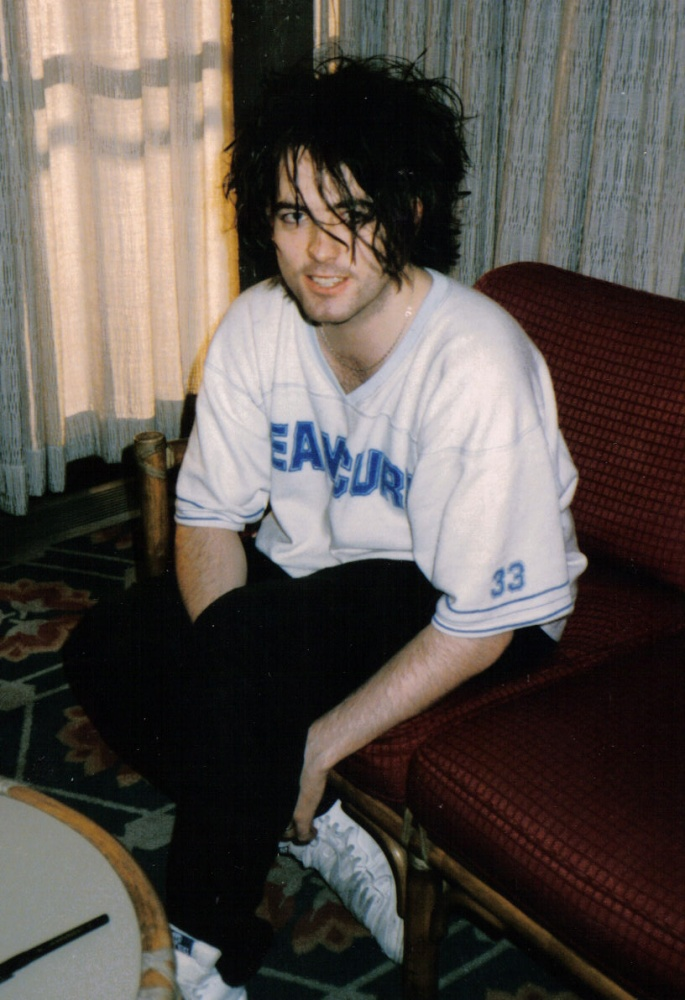
Robert Smith, zanger van The Cure (1985)

Gothic rock kwam op nadat de punkgolf in 1977 zo goed als uitgewoed was: er was een voedingsbodem ontstaan voor bands die een ander geluid brachten. Een aantal van deze postpunkbands had een donker geluid met veel reverb-effecten, eensnarige gitaarpartijen en lugubere zang. Begin jaren 80 van de 20e eeuw kwam het genre gothic rock tot volledige wasdom. De bands The Sisters of Mercy, Fields of the Nephilim en The Southern Death Cult waren de bekendste uitdragers van het genre. De muziek bestond uit eenvoudige rock of punk, met in reverb verdronken gitaarpartijen, en lage zangpartijen. Uit The Sisters of Mercy ontstond de band The Mission die veel invloeden uit de gothic rock kent. Aan het eind van de jaren 80 verdween het genre in de obscuriteit. In de Verenigde Staten en Duitsland kreeg het genre nog veel navolging. De bekendste nieuwe gothicrockbands van na de jaren 80 zijn: Diva Destruction, The Last Dance, Faith and the Muse, Cinema Strange, Miranda Sex Garden, Elusive, Miserylab en London After Midnight. Vergeleken met de populaire bands uit de jaren 80 zijn deze bands extravaganter. Gothic rock is minder populair dan het verwante, elektronische darkwave. Fields of the Nephilim maakte in 2005 een comeback.

### Deathrock
Deathrock is in principe hetzelfde als gothic rock. Op muzikaal gebied zijn er weinig verschillen tussen beide genres. Wel is de zang bij gothic rock doorgaans monotoon laag en bij deathrock veeleer hoog en 'klagerig', en klinken de gitaarpartijen bij de eerste vaker donkerder en bij de tweede eerder scherper en iets meer 'punky'. De term ‘deathrock’ werd gebruikt voor de gothic bands afkomstig uit de Verenigde Staten (gothic rock is de term voor bands uit Groot-Brittannië). De eerste officiële deathrock(gothic rock)-band in de Verenigde Staten, was Christian Death (1979). Door de toenemende populariteit doken er begin jaren 80 steeds meer deathrockbands op in de Verenigde Staten, waaronder 45 Grave (1979), Misfits (1981) en Kommunity FK (1983).

## Tweede golf (midden jaren 80 tot beginjaren 90)

### Darkwave
Gedurende de tweede helft van de jaren 80 van de 20e eeuw begon het genre darkwave steeds meer aan populariteit te winnen (vooral in Amerika). Het genre is meer industrial dan rock gericht. In principe is darkwave de duistere en gothic vorm van de new wave. Bekende bands zijn onder andere: Clan of Xymox (1981), Black Tape for a Blue Girl (1986), Wolfsheim (1987), Lycia (1988), Switchblade Symphony (1989), Project Pitchfork (1989), London After Midnight (1990), Love Spirals Downwards (1991) en The Crüxshadows (1992).

### Ethereal goth
De tegenhangers van de darkwave waren de bands die experimenteerden met folk, klassieke en middeleeuwse muziek. Dit genre werd ethereal goth genoemd of ethereal wave. Een van de bekendste bands en grondlegger van het genre is de band Dead Can Dance (1981). Andere populaire bands zijn This Mortal Coil (1983), Cocteau Twins (1983), Miranda Sex Garden en This Ascension (1988).

## Derde golf (eind jaren 80 – eind jaren 90)

### Industrial rock
Hoewel industrial rock sterk gebaseerd is op de goth rock, is niet iedereen het ermee eens dat industrial bands tot de gothic behoren. Van de band Nine Inch Nails gaan veel nummers (zoals ook vaak in de gothic) over emotionele pijn, depressie en sociale angsten. Later werd de band door musicologen wel beschouwd als een belangrijke band binnen de moderne ontwikkelingen van het gothic genre.

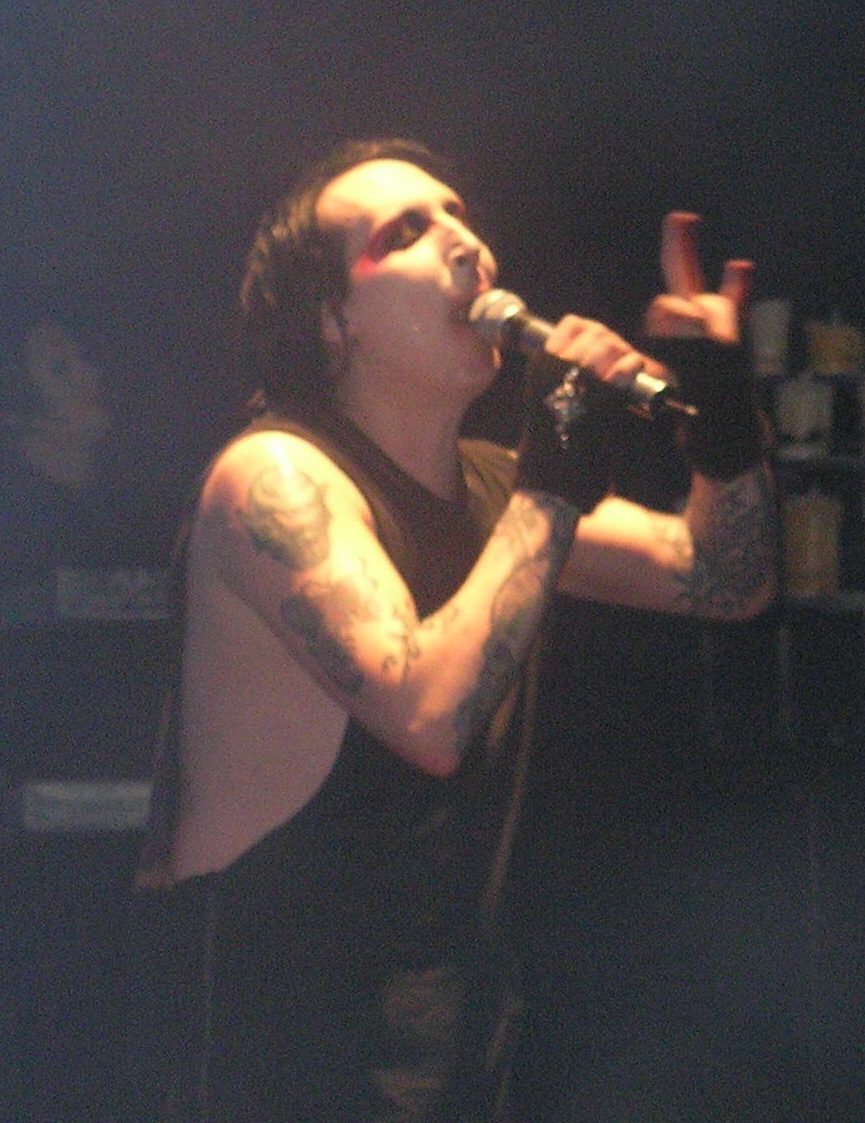
Marilyn Manson, optreden in Ljubljana (2007)

Een andere populaire band in dit genre is Marilyn Manson. Industrial rock heeft sinds de Columbine High School-moorden (1999) ook kritiek gekregen, aangezien de jonge daders zich identificeerden met de gothic subcultuur en fan zouden geweest zijn van Marilyn Manson. De band kreeg het zwaar te verduren en werd door de pers zelfs als medeschuldig aangeduid aan de moorden, met krantenkoppen als ‘Killers Worshipped Rock Freak Manson’ en ‘Devil-Worshipping Maniac Told Kids To Kill’. Ook was er de ‘post-Columbine antigoth’-campagne die publieke bezorgdheid uitlokte. Later bleek echter dat de daders geen fan waren van Marilyn Manson maar van Rammstein.
Industrial rock is lange tijd het (commercieel) succesvolste subgenre van de gothic muziek.
Als alternatief voor de industrial rock was er in de Verenigde Staten weliswaar ook een underground scene actief met bands die vaak samen op tour gingen, waaronder het Belgische Lords of Acid, Jack of Jill, KMFDM en My Life with the Thrill Kill Kult.

### Gothic metal
Gothic metal (of gothmetal) is eind jaren 80 van de 20e eeuw ontstaan in het Verenigd Koninkrijk. Grondleggers van het genre zijn Tiamat (1987), Paradise Lost (1988), Type O Negative (1989) en My Dying Bride (1990). Pas in de jaren 90 brak het genre ook door in andere landen met bands als The Gathering (1989), Opeth (1990), Anathema (1990), Katatonia (1991), HIM (1991), Moonspell (1992), Theatre of Tragedy (1993), Lacuna Coil (1994), Evanescence (1995), Cult of Luna (1998), Lullacry (1998), Deathstars (2001), Scarling. (2002) en We Are the Fallen (2009).

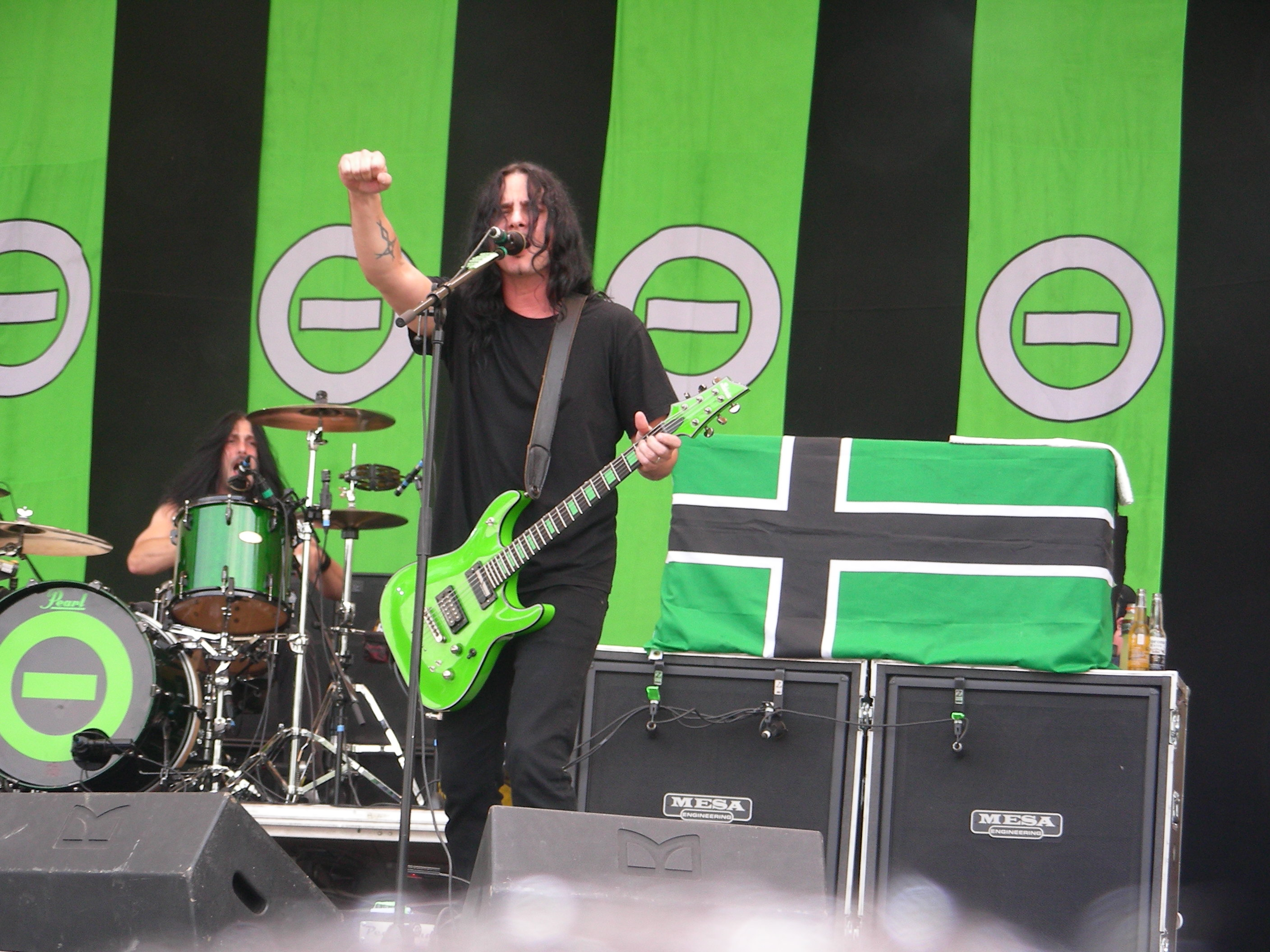
Type O Negative tijdens het metalfestival Gods of Metal in Milaan (2007)

Vaak wordt gothic metal verward met het genre symphonic metal. Net als Nightwish behoren evenmin soortgelijke bands als Sonata Arctica (1995), Within Temptation (1996), Edenbridge (1998), Serenity (2001), Epica (2002) tot de gothic metal. Er zijn praktisch geen gelijkenissen tussen beide genres en vaak zijn de kenmerken zelfs het tegenovergestelde van elkaar; gothic heeft bijvoorbeeld een traag tempo terwijl symphonic metal juist erg snel kan zijn, de zangpartijen bij gothic zijn laag in plaats van hoog en ten slotte is symphonic metal ook te melodieus en orkestraal in vergelijking met de gothic muziek.

## Ontwikkelingen vanaf eind jaren 90
Vanaf eind jaren 90 ontwikkelden er zich genres die gebaseerd zijn op de muzikale en/of theatrale kenmerken van gothic. Hoewel deze vaak populair zijn binnen de gothic-subcultuur wordt er niet gesproken van een vierde golf gothic muziek.

### Dark cabaret
De term ‘dark cabaret’ is in gebruik genomen sinds de uitgave van het compilatie-album Projekt Presents: A Dark Cabaret in 2005. Een succesvolle band in dit genre is The Dresden Dolls, die een mix brengt van burleske podiumacts en postpunkmuziek.

### Horrorpunk
Bands in het genre horrorpunk (of horror-rock of horror-hardcore) zijn moderne klonen van The Misfits. Zowel het visuele als het muzikale aspect van de deathrock wordt gekopieerd en vermengd met punkrock (bijvoorbeeld AFI), hardcore (bijvoorbeeld Aiden), indie (bijvoorbeeld The Horrors) of metal (bijvoorbeeld Wednesday 13).

### Postpunkrevival
Eind jaren 90 en de eerste jaren na de eeuwwisseling bliezen sommige bands de postpunk van de jaren 80 nieuw leven in, zoals Interpol (1997), The National (1999), Editors (2002) en White Lies (2007).

### Witch house
Het jongste subgenre binnen de gothic is witch house, een traag en melancholisch, elektronisch genre met invloeden van deathrock, industrial en ambient-muziek in combinatie met horrorgeluiden.